# Soner Aydoğdu
Soner Aydoğdu (Ankara, 5 januari 1991) is een Turks voetballer die bij voorkeur als middenvelder speelt. Hij verruilde in 2012 Gençlerbirliği voor Trabzonspor.

## Clubcarrière
Aydoğdu maakte zijn profdebuut in 2007 voor Gençlerbirliği. Op 21 augustus 2009 werd besloten om hem een seizoen uit te lenen aan Hacettepe SK, dat toen uitkwam in de TFF 1. Lig, de op een na hoogste voetbalcompetitie in Turkije. Op 21 juni 2012 maakte hij de overstap naar Trabzonspor, dat 2,25 miljoen euro op tafel legde voor de middenvelder. Hij tekende een vijfjarig contract bij Trabzonspor.

## Interlandcarrière
Aydoğdu kwam reeds uit voor diverse Turkse jeugdelftallen. Hij debuteerde op 29 februari 2012 onder Abdullah Avci voor Turkije in een oefeninterland tegen Slowakije. Turkije verloor met 0-1 na een doelpunt van Vladimír Weiss. Op 14 november 2012 behaalde hij zijn tweede cap in een oefeninterland tegen Denemarken. Hij viel zes minuten voor tijd in voor Nuri Şahin. De wedstrijd eindigde op een gelijkspel na doelpunten van Nicklas Bendtner en Mevlüt Erdinç.
1 Çakır  ·
4 Türkmen ·
5 Lundstram ·
6 Mendy ·
7 Višća ·
9 Nwakaeme ·
10 Cham ·
11 Tufan ·
15 Savić ·
17 Banza ·
18 Elmalı ·
20 Asan ·
22 Zoebkov ·
23 Güneş ·
25 Çevikkan ·
29 Saatçı ·
35 Yokuşlu ·
44 Batagov ·
54 Tepe ·
61 Çanak ·
70 Drăguș ·
74 Malkoçoğlu ·
77 Boşluk ·
79 Malheiro ·
90 Yıldırım ·
94 Destan ·
99 Oršić ·
Coach: Tekke